# Anisolabis howarthi
Anisolabis howarthi är en tvestjärtart som beskrevs av Brindle 1979. Anisolabis howarthi ingår i släktet Anisolabis och familjen Carcinophoridae. Inga underarter finns listade i Catalogue of Life.